# Позориште Приједор
Позориште Приједор основано је 23. новембра 1953. и од тада је важан носилац развоја драмске умјетности у Приједору. Од 2007. има статус професионалног позоришта. Организатор је Међународног фестивала позоришта "Златна вила".

## Историјат
Сви подаци упућују на чињеницу да су замеци позоришног живота у Приједору повезани с настанком и радом Српско-православног црквеног пјевачког друштва Вила, које је утемељено 1885. године као једно од најстаријих у Босни и Херцеговини (одмах након мостарских Гусала, а истовремено с тузланским друштвом Његош). Драмска секција која је у Вили оформљена убрзо након регистровања друштва и која је ђеловала у континуитету, може се тако с правом сматрати претечом Позоришта Приједор.
Први писани траг у часопису Босанска вила односи се на изведбу шаљиве игре Љубавно писмо Косте Трифковића, у оквиру Светосавске прославе 1890. године, што свакако не искључује могућност постојања биљешке о некој ранијој представи. У сваком случају, може се закључити да је Приједор уз Тешањ, Сарајево, Мостар, Бијељину, Тузлу и Бугојно вриједан помена када је у питању историја позоришног аматеризма у Босни и Херцеговини.
Упркос приличнo раном интересу за позориште, Приједор због нечега ипак није био на главном путу путујућих позоришних трупа које су посљедњих деценија 19. вијека често крстариле овим крајевима.
Одређене подстицаје драмском дилетантизму у Приједору давали су, осим Виле, Српска православна основна школа (1835,1860), Српска читаоница (1895), Српско културно и просвјетно друштво Просвјета (1902) и Српска великошколска и средњошколска омладина (1905), углавном на пригодним друштвеним забавама приређиваним најчешће о Светом Сави, Митровдану, Аранђеловдану и Петровдану. Занимљиво је погледати репертоар представа играних на тим забавама у најранијем периоду. Почевши од већ поменутог Трифковићевог Љубавног писма, играни су сљедећи комади: Пола вина, пола воде (К. Трифковић) 1891; Свекрва (М. Калић) 1892; Мој џеп (М. Калић) 1893; Честитам (К. Трифковић) 1894; Ђидо ( Ј. Веселиновић-Д.Брзак), Дјевојачка клетва (Љ. Петровић), Три бекрије (Ј. Непомук Нестрој) 1897; Два цванцика (М. Глишић) 1898; Подвала (М. Глишић), Крст и круна (Ј. Суботић) 1899; Немања (М. Иветић), Балканска царица (Н. Петровић) 1900; Шоља теја (Ш. Нитер), Бој на Косову (Ј. Суботић), Маркова сабља (Ј. Ђорђевић) 1901; Измирили се (М. Милановић), Саћурица и шубара (И. Округић-Сремац), Херцег Владислав (Ј. Суботић) 1902; Марко Краљевић и Арапин (А. Николић) 1903; Протекција (Б. Нушић), Владислав (Ј. Стерија Поповић) 1904; Издаје стан под кирију (С. Ћоровић), На студенцу (И. Станојевић) 1905; Зидање Скадра на Бојани (Ђ. Петровић) 1907; Београд некад и сад (Ј. Стерија Поповић) 1910.
Уочљиво је да доминирају «шаљиве игре у једном чину», које су својом сценском једноставношћу, некомпликованим техничким захтјевима најбоље одговарале не само сиромашним и ограниченим аматерским условима већ и интелектуалном узрасту грађанске публике. Наредних година повећан је удио српске романтичарске драме, али је као аутор најприсутнији Јован Стерија Поповић са својим комедијама.
Иако су подаци о актерима позоришног аматеризма у Приједору све до почетка Другог свјетског рата веома оскудни, њих несумњиво треба тражити међу културним и јавним ђелатницима окупљеним око Виле, дакле у оном слооју нарастајућег грађанства које су репрезентовале угледније српске траговачке и занатлијске породице. У првом периоду рада друштва истичу се нарочито Васо Кондић и Перо Радетић, као организатори, те Јово Боројевић који се први помиње као глумац дилетант 1894. године. Наредна године помиње се и прва глумица, Јованка Стијепић. Сасвим је сигурно да су декламатори који се помињу у новинским извјештајима са друштвених забава истовремено били и глумци дилетатни, па стога вриједи поменути имена Љепосаве Поповић, Остоје Остојића, Владимира Кокоруша, Боже Гавриловића, Васе Антонијевића («с мало треме»), Марице Вуковић (« са таквим ефектом, е мислиш да је десет година глумица») и М. Кристића («сасвим изврсно, те је изазват»). Захваљујући чињеници да је у једном записнику Виле из 1904. године забиљежена глумачка пођела за Стеријин историјски комад Владислав, овом списку можемо додати имена Миле Марина, Стаке Ковачевић, Миће Брковића, Ђорђа Чанка, Николе Тешинића, Драгомира Комленића, Пере Радетића и Мил. Ратковића. (Вриједи поменути да је Божа Гавриловић као рођени Приједорчанин у сезони 1887/88. године био члан драме Српског народног позоришта из Новог Сада, гђе је играо у Распикући, Отелу и Љубавном писму. Након тога био је стални члан Народног казалишта у Вараждину.)
Редитељским радом најинтензивније се бавио учитељ Милош П. Крагуљевић, а поред њега помињу се Милан П. Шушљевић и Драгомир Комленић. И овај податак је свакако вриједан помена, мада се посао редитеља у то вријеме и у таквим околностима понајвише сводио на организаторску активност па није случајно да је најчешће повјераван перовођама и хоровођама друштва. Посебну занимљивост представља системски развијена ђелатност прибављања преписа драмских текстова који су најчешће наручивани у Београду и Мостару. ( Нарочито јаке везе Вила је имала са мостарским друштвом Гусле.)
Тридесетих година 20. вијека позоришни живот у Приједору био је највише под утицајем Народног позоришта Врбаске бановине из Бањалуке, које је основано 1930. године. Само током прве три сезоне Позориште је у Приједору гостовало 30 пута, а сва је прилика да је и репертоар приједорских аматера представљао избор из репертоара Народног позоришта. «Приказивана су претежно ђела из националне драмске књижевности, фолклорни комади и посрбе», а најигранији аутори су Стерија, Б. Станковић, Б. Нушић, М. Глишић, С. Ћоровић и П. Кочић. «Године 1932. у Приједору је био основан посебан Позоришни одбор који се бавио организовањем гостовања путујућих и других професионалних позоришта и позоришних дружина тог времена.»
Први знаци обнављања позоришне активности, након застоја изазваног ратом, показују се већ почетком 1945. године када група приједорских занатлија изводи Нушићевог Хаџи Лоју. Према подацима Александра Тополића, који је и сам био позоришни аматер, ту представу је режирао Теуфик Блекић, а главну улогу играо је Саво Крнета. С јесени 1945. године, након гашења Виле, драмски аматери Приједора организују рад унутар РКУД Младен Стојановић.«Драмска секција је имала веома плодно поље рада и припремала је годишње по неколико представа. Њена активност се осјећала на цијелом подручју бившег приједорског среза, па и шире у Босанској Крајини». Посљедња представа драмске секције друштва Младен Стојановић – Два букета црвених ружа- изведена је крајем септембра 1953. године, а остало је забиљежено да су у њој играли Милева Матерић, Хамдо Ћоралић, Зденко Рајић и Абид Будимлић.
Оснивање Аматерског позоришта Приједор, као засебне инстутуције услиједиће 23. новембра 1953. године, а прва остварена представа била је ПодвалаМилована Глишића, у режији Зорана Панића.
Од самог почетка свог институционалног постојања Позориште Приједор ђеловало је на стабилним основама, једнако оним репертоарским као и у ширем умјетничко-концепцијским, едукативним и организационим. Повремене кризе превазилажене су веома брзо, јер је Позориште било у потпуности ослоњено на снаге из сопствене средине, што му је донијело и драгоцијену аутентичност. Ране године рада биле су у знаку силног полета; прве сезоне изведено је пет, а друге чак осам премијера. Кад је 1955. године готово пола ансамбла, на челу са Јованом Шарићем, прешло у задарско позориште, сезона је ипак завршена са четири нове представе, што је била и најбоља потврда потпуне сраслости Града и Позоришта. (Само је једна једина сезона, 1971/72, прошла без нове представе.)
Педесетогодишње стваралаштво карактерише првенствено уравнотеженост у погледу заступљености класичних и савремених драмских комада, домаћих и страних аутора, жанра трагедије и комедије, те представа за одрасле и ђецу. По природи своје улоге и статуса Позориште и данас креира репертоар у најширем распону од популарних до експерименталних комада.
Поједина раздобља у развоју Позоришта могу се препознати највише по ауторском отиску оних стваралаца који су и најважнији и настанку једне представе – редитеља, глумаца, сценографа и костимографа. У једној таквој, не баш сасвим прецизној пођели, педесетих година  редитељски доминирају Зоран Панић и Вид Фијан, а сценографски Љубо Петричић. Шездесете године су у знаку домаћег редитељско-сценографског тандема Петар Јојић- Мехо Чиркинагић. Седамдесетих и осамдесетих, истичу се режије Зорана Ристовића, Ахмета Обрадовића и Џемала Драчића, док се сценографско-костимографским рјешењима намеће Драган Топић. Деведесете године, најзад, ауторски готово у цијелости припадају Раденку Билбији и Дарку Цвијетићу, који су занат пекли код бројних гостујућих редитеља. У глумачким талентима Позориште никад није оскудијевало и свих ових година било је њихов плодан расадник; за ову прилику могуће је тек издвојити оне који су се потврдили највећим бројем креација и врхунским умјетничким дометом: Марка Павковића (1924-1992), Џевада Селимића (1925-1989), Живка Десницу (1931-1998), те и данас активну Злату Когелник.
О значају Позоришта Приједор најбоље свједоче бројне представе, њих близу три стотине остварених, али и многе награде освојене на југословенским и босанскохерцеговачким фестивалима, од 1955. па до данас. Од представа за памћење овдје издвајамо само неке: Српска драма, Чудо у Шаргану, Галеб, На чијој страни, Злочин и казна, Гробница за Бориса Давидовича, Дјелидба....
Позориште Приједор је од 2007. године до данас, учествујући на професионалним фестивалима у Републици Српској и БиХ, као и окружењу, освојило преко 50 награда, а 2010. године је било побједник Позоришних игара БиХ, које се традиционално одржавају у Јајцу.
У периоду од 2010. до 2020. године, Позориште Приједор је премијерно извело велики број представа од којих издвајамо: Квартет, Дјелидба, Хелверова ноћ, Феничанке, Три сестре, Хотел 1948., Бунар, Колубарску битку и Није човјек ко не умре, а у овом преиоду реализована је и прва копродукцијска представа са Народним позориштем Републике Српске, Сабирни центар. У осмогодишњем периоду на многобројним фестивалима Позориште Приједор је освојило преко 50 награда.
Истовремено, у оквиру Позоришта Приједор ради и Омладински драмски студио „Живко Десница“, који окупља велики број младих, од којих су неки већ завршили Академију умјетности у Бањалуци.